# Jean Luent
Jean Amédée Clément Luent (Fabas, 7 giugno 1935 – Saint-Gaudens, 31 gennaio 2021) è stato un cestista e allenatore di pallacanestro francese.

## Carriera

### Giocatore
Ha vestisto la maglia della Francia in 6 occasioni, collezionando 18 punti complessivi. Ha fatto il suo esordio contro il Lussemburgo il 19 settembre 1955; la sua ultima partita in Nazionale è datata 29 gennaio 1961, contro la Romania.

### Allenatore
Ha allenato la Francia dal dicembre 1983 al giugno 1985, guidando la squadra ai Giochi olimpici 1984 (11º posto) e agli Europei 1985 (6º posto). In 47 incontri da capo allenatore, ha ottenuto 16 vittorie e 31 sconfitte.
Ha allenato tra le altre squadre il Pau-Orthez e il Monségur.